# Blood Money (musikalbum)
Blood Money är Mobb Deeps sjunde album och den första produktionen i samarbete med G-Unit Records. Skivan släpptes den andra maj 2006 och debuterade på Billboard Top 200:s tredjeplats och som listetta på både Top Rap Albums och Top R&B/Hip Hop Albums.

## Låtlista
1. Smoke It
2. Put Em in Their Place
3. Stole Something  (med Lloyd Banks)
4. Creep  (med 50 Cent)
5. Speakin So Freely
6. Backstage Pass
7. Give It to Me  (med Young Buck)
8. Click Click  (med Tony Yayo)
9. Pearly Gates  (med 50 Cent)
10. Capital P, Capital H
11. Daydreamin'
12. The Infamous  (med 50 Cent)
13. In Love With the Moula
14. It's Alright (med 50 Cent & Mary J. Blige)
15. Have a Party (med 50 Cent & Nate Dogg)
16. Outta Control (Remix)  (med 50 Cent)